# ジョージ・ダグラス (第17代モートン伯爵)
第17代モートン伯爵ジョージ・ショルト・ダグラス（英語: George Sholto Douglas, 17th Earl of Morton、1789年12月23日 – 1858年3月31日）は、イギリスの政治家、外交官、スコットランド貴族。1812年から1825年までヨーロッパにおけるイギリス大使館の秘書官を務め、帰国後は1830年から1858年までスコットランド貴族代表議員を務め、侍従たる議員を2度務めた。

## 生涯
ジョン・ダグラス閣下（Hon. John Dogulas、1756年7月1日 – 1818年5月1日、第14代モートン伯爵ジェイムズ・ダグラスの息子）と妻フランシス（Frances、旧姓ラッセルス（Lascelles）、1762年6月11日 – 1817年3月31日、初代ハーウッド伯爵エドワード・ラッセルスの娘）の長男として、1789年12月23日にロンドンで生まれた。
1812年8月から1815年まで在ストックホルムイギリス大使館秘書官を務め、1813年5月4日から1814年8月13日までの大使不在中は臨時代理大使も務めた。1816年4月11日に在ベルリンイギリス大使館秘書官に任命され、1825年まで務めた。在任中には1820年4月25日から8月まで、1822年8月19日から10月11日まで、1823年3月29日から7月1日までの3度にわたって臨時代理大使を務めた。
1827年7月17日に伯父の息子ジョージが死去すると、モートン伯爵位を継承した。1830年から1858年に死去するまでスコットランド貴族代表議員を務め、貴族院では第1回選挙法改正の第2次法案（1831年10月）に反対票を投じた。
1835年1月10日に国王ウィリアム4世の寝室侍従に任命され、同年7月31日までに辞任した。1836年6月25日、ミッドロージアン・ヨーマンリー騎兵隊（Mid-Lothian Yeomanry Cavalry）副隊長に任命された。1843年6月13日にもノース・ミッドロージアン・ヨーマンリー騎兵隊（North Mid-Lothian Yeomanry Cavalry）副隊長に任命された。
1838年6月のヴィクトリア女王戴冠式に出席した。1841年9月10日に侍従たる議員に任命され、1846年7月ごろに辞任した。1852年3月2日に再び侍従たる議員に任命され、同年12月に辞任した。
Highland Society of ScotlandのSenior Vice Presidentを務めたことがあった。
1858年3月31日にロンドンで死去、長男ショルト・ジョンが爵位を継承した。

## 家族
1817年7月3日、ベルリンでフランシス・セオドラ・ローズ（Frances Theodora Rose、1798年8月31日 – 1879年7月12日、サー・ジョージ・ヘンリー・ローズの娘）と結婚、5男6女をもうけた。
- ショルト・ジョン（1818年4月13日 ベルリン – 1884年12月24日） - 第18代モートン伯爵[3]
- ジョージ・ヘンリー（1821年10月5日 – 1905年6月19日） - 海軍軍人。1850年7月18日、シャーロット・マーサー・パーカー（Charlotte Martha Parker、初代準男爵サー・ウィリアム・パーカー（英語版）の娘）と結婚、子供あり[3]
- ヘンリー（1822年12月17日 – 1907年10月4日） - 聖職者。1855年6月7日、メアリー・ハミルトン（Mary Hamilton、1904年3月29日没、第10代ハディントン伯爵ジョージ・ハミルトン（英語版）の娘）と結婚、子供あり[3]
- エドワード・ウィリアム（1825年10月19日 – ?） - 1857年7月16日、オーガスタ・アン・バンクス（Augusta Anne Bankes、1880年5月6日没、ジョージ・バンクス（英語版）の娘）と結婚、子供なし。1881年4月27日、エヴリン・アン・トレフュージス（Evelyn Anne Trefusis、第19代クリントン男爵チャールズ・ルドルフ・トレフュージス（英語版）の娘）と再婚、子供あり[3]
- アーサー・ガスコイン（英語版）（1827年1月5日 – 1905年7月19日） - 聖職者。1855年4月17日、アンナ・マリア・ハリエット・リチャーズ（Anna Maria Harriet Richards、リチャード・リチャーズの娘）と結婚、子供あり[3]
- フランシス・ハリエット（1895年6月15日没） - 1838年9月10日、第6代フィッツウィリアム伯爵ウィリアム・ウェントワース＝フィッツウィリアム（英語版）と結婚、子供あり[3]
- エレン・スーザン・アン（Ellen Susan Anne） - 1851年7月15日、ダグラス・ハミルトン＝ゴードン閣下（Hon. Douglas Hamilton-Gordon、第4代アバディーン伯爵ジョージ・ハミルトン＝ゴードンの息子）と結婚、子供あり[3]
- ハリエット・ブリジット・エミリー（Harriet Bridget Emily、1832年3月25日没） - 生涯未婚[3]
- アリス・ルイーザ - 1862年6月26日、アレクサンダー・ユーイング（英語版）と結婚[3]
- ガートルード・ジェーン（Gertrude Jane） - 1860年10月6日、マーク・ジョージ・カー・ロール（英語版）（第19代クリントン男爵チャールズ・ルドルフ・トレフュージス（英語版）の息子）と結婚、子供あり[3]
- アグネス・シャーロット（1907年7月7日没） - 1883年8月9日、サー・オーウェン・テューダー・バーン（英語版）と結婚、子供なし[3]